# M270

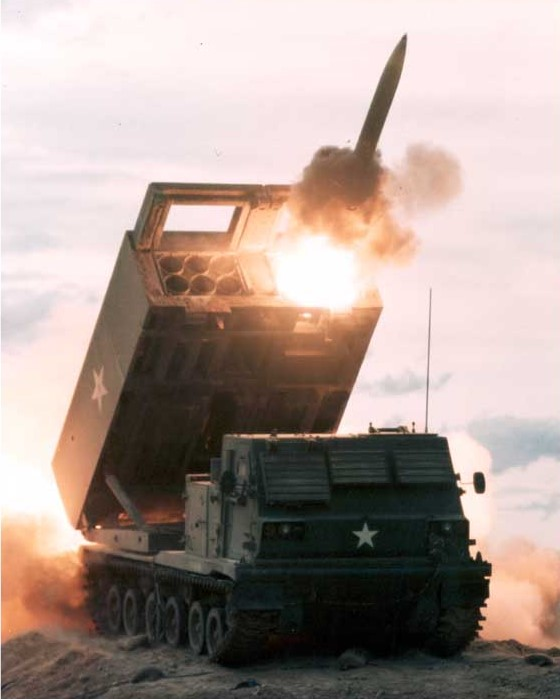
O M270 disparando um míssil.

O M270 Multiple Launch Rocket System ("Sistema de lançamento de foguetes múltiplos"; M270 MLRS) é um veículo blindado e autopropulsado de lançamento de foguetes.
Desde a entrega do primeiro M270 ao Exército dos Estados Unidos em 1983, este veículo foi adotado por vários países da OTAN. Cerca de 1 300 M270 foram construídos (junto com mais de 700 000 foguetes). A produção deste veículo foi encerrada em 2003, com suas últimas unidades sendo entregues para o Egito.

## Utilizadores
Operadores
- Alemanha
- Arábia Saudita
- Bahrein
- Coreia do Sul
- Egito
- Estados Unidos
- Finlândia
- França
- Grécia
- Israel
- Itália
- Japão
- Reino Unido
- Turquia
- Ucrânia

Ex-operadores
- Dinamarca
- Noruega
- Países Baixos